# Gerlach 1., greve af Nassau-Wiesbaden-Idstein-Weilburg
Gerlach 1., greve af Nassau-Wiesbaden-Idstein-Weilburg (født før 1283, død 7. januar 1361) var greve af Nassau-Wiesbaden-Idstein-Weilburg fra 1305 til 1344. Fra 1305 til 1361 var han også greve af Nassau-Sonnenberg. 
Gerlach var søn af den tyske konge Adolf af Nassau (før 1250–1298) og Imagina af Isenburg-Limburg (1255 – 1318).
Gerlach 1. var først gift med Agnes af Hessen (død 1332). De blev forældre til fire børn. Den næstældste var Johan 1. (1309 – 1371), der blev greve af Nassau-Weilburg.
Gerlachs næste ægteskab var med Irmengard af Hohenlohe-Weikersheim. De blev forældre til to sønner.